# Tchibo

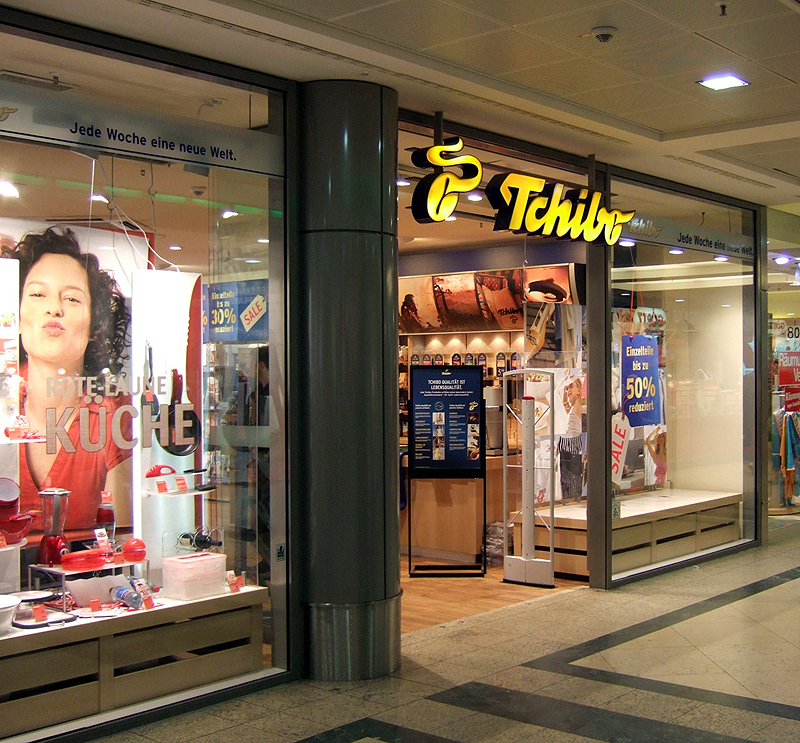
Obchod Tchibo v německém Darmstadtu

Tchibo GmbH je německý řetězec obchodů nabízejících kávu a kávové speciality. Tchibo je stoprocentně ve vlastnictví rodiny Herz ovládající rodinný holding Maxingvest (dříve Tchibo Holding AG). Společnost zaměstnává celosvětově více než 12 500 zaměstnanců ve více než 1000 obchodech a 26 000 prodejních místech. Centrála firmy je v Hamburku. Na českém trhu společnost Tchibo působí od roku 1991 pod názvem Tchibo Praha, a nabízí široký sortiment kávových výrobků a dalšího zboží. Kromě samotné značky Tchibo k ní ještě patří i značky Jihlavanka a Davidoff Café. Vlastníkem společnosti Tchibo Praha je německá firma Tchibo GmbH (prostřednictvím Eduscho-Austria). V roce 2004 Tchibo uvedlo na český trh spotřební zboží, kromě kávy lze u společnosti koupit např. i oblečení a další produkty.

## Historie
Společnost Tchibo založili Max Herz a Carl Tchilinghiryan v roce 1949. V roce 1953 začala společnost nabízet kávu obyvatelům německého Hamburku. V roce 1958 otevřelo Tchibo 77 obchodů po celém Německu a v roce 1965 mělo již 400 obchodů. Herzův syn Michael převzal vedení společnosti po smrti otce v roce 1965. Od roku 1991 se Tchibo soustředí na expanzi svých obchodů do zemí střední a východní Evropy.
Obchoduje i spotřebním zbožím různé povahy (elektronika, oděvy, potřeby pro domácnost…) Na vybraných trzích Tchibo také nabízí zprostředkování nákupu zájezdů, elektřiny, pojištění či mobilních služeb.

### Historie Tchibo v Česku
- 1991[5] – Společnost vstupuje na český trh.
- 1993[6] – Vzniká značka Jihlavanka.
- 2004 – Spuštění prodeje spotřebního zboží Tchibo. Prodej probíhá za pomoci značkových prodejních míst v síti obchodních řetězců.
- 2004 – Otevření prvního kamenného obchodu Tchibo v Brně.
- 2007 – 19 prodejních míst v ČR.
- 2008 – Začátek fungování internetového obchodu www.tchibo.cz.
- 2010 – 23 obchodů v České republice a další prodejní místa v obchodních řetězcích.
- 2012 – 30. kamenný obchod Tchibo (Hradec Králové).
- 2013 – První Tchibo obchod mimo nákupní centrum, v ulici Česká v centru Brna.
- 2014 – Vstup do oblasti cestovního ruchu prostřednictvím e-shopu v sekci „Tchibo Cestování“.
- 2015 – Společnost spustila lifestylový blog na adrese www.tchiboblog.cz.
- 2016 – Představení nového prodejního konceptu (pop-up store).
- 2019 – První vlastní automatický kávovar na zrnkovou kávu Tchibo Esperto Caffè.
- 2021 – Tchibo oslavilo 30 let působení na trhu v České republice a rozšíření distribučního centra Tchibo v Chebu, které se v roce 2021 stalo největší průmyslovou budovou v ČR.

### Tchibo v zahraničí
Mezi exportní země patří Maďarsko, Polsko, Rakousko, Rusko, Česko, Slovensko, Švýcarsko, Turecko a Velká Británie.

## Tchibo obchody
Celkem provozuje Tchibo v České republice 43 obchodů a 18 na Slovensku. 36 obchodů se nachází v obchodních centrech a dva obchody jsou přístupné z ulice. Tchibo také spolupracuje například s obchodním řetězcem Kaufland, Albert či Globus. V těchto řetězcích najdeme tzv. Tchibo koutky, kde si zákazníci mohou koupit vybrané Tchibo produkty.
Tchibo obchody zachovávají stejné složení interiéru a služeb. Vybavení zahrnuje krom regálů/prodejní části i kávový bar s posezením. Na výběr jsou různé druhy kávy, dezerty a jiný sortiment (přístroje na přípravu kávy, doplňky, kolekce spotřebního zboží). První obchod v ČR byl otevřen v roce 2004 v Brně.

## Koncept a způsob prodeje
K základnímu konceptu společnosti Tchibo patří obměňování sortimentu na týdenní bázi. Každá nabídka má své téma a nabízí produkty jen na omezenou dobu. Zboží je vždy v prodeji nejdříve v e-shopu s předstihem pro držitele věrnostní karty TchiboCard a poté je dostupná v kamenných obchodech.
Tchibo má svůj stálý sortiment kávy v kombinaci s kávovým příslušenstvím a limitovanými edicemi kávy. Kromě tohoto stálého sortimentu nabízí Tchibo svým zákazníkům kapslové kávovary pod značkou „Cafissimo“, automatické kávovary pod značkou „Esperto“ a příslušenství na ruční výrobu kávy. Všechny tyto produkty Tchibo nabízí ve svém e-shopu i v kamenných obchodech.

## Udržitelnost a podpora
Káva je vyráběna za odpovědných podmínek, má logo „Fairtrade“ a „Rainforest Alliance“ (Aliance deštných pralesů). Tchibo se také při výrobě zabývá ochranou životního prostředí a klimatu.
Tchibo pomáhá farmářům, kteří pocházejí z rozvojových zemí a pěstují kávu. Angažuje se i v produkci bavlny. Napomáhá zlepšit podmínky v továrnách v Bangladéši, kde probíhá produkce bavlny. Na své textilní výrobky Tchibo používá i biobavlnu. Tato bavlna má certifikát „Organic Content Standard“.
Kromě kávových výrobků se Tchibo věnuje i expertnímu dobrovolnictví a angažuje se v neziskových organizacích. V českých podmínkách podpořilo kavárnu s jídelnou Rettigovka v Litomyšli, kde vyškolilo tamní zaměstnance v přípravě kávy. Dále se společnost angažovala v pomoci obecně prospěšné společnosti Borůvka Praha, která provozuje podnik „Ta kavárna“, kde jsou zaměstnáváni tělesně postižení.